# Franz Joseph von Dietrichstein

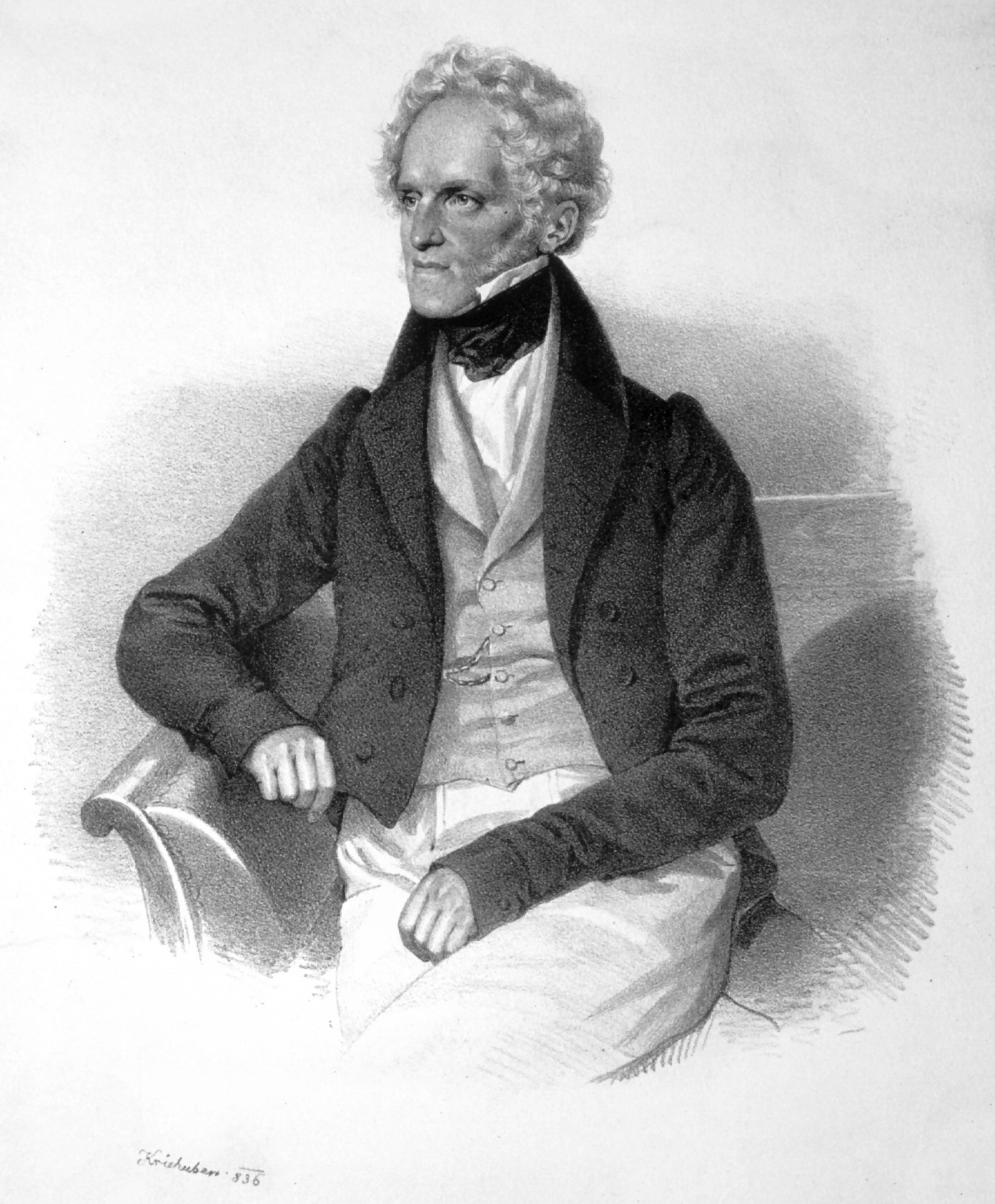
Fürst Franz Joseph von Dietrichstein, Lithographie von Josef Kriehuber, 1836.

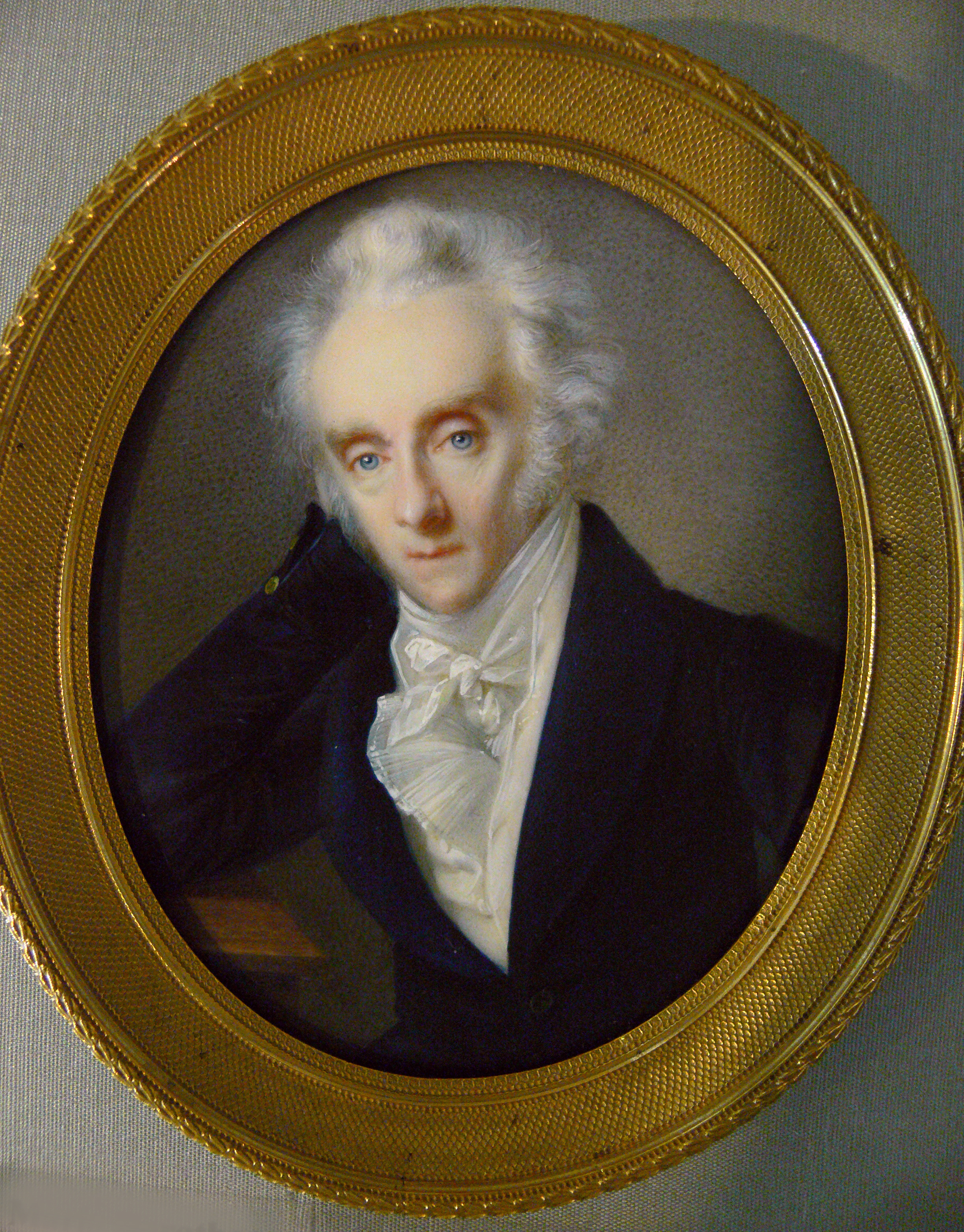
Franz von Dietrichstein, Miniatur von Karl Agricola, um 1840 (Kunstgewerbemuseum Berlin)

Fürst Franz Joseph von Dietrichstein (eigentlich Franz Joseph Carl Johann Nepomuk Quirin von Dietrichstein-Proskau-Leslie, 8. Reichsfürst von Dietrichstein) (* 28. April oder 29. April 1767 in Wien; † 8. Juli oder 10. Juli 1854 ebenda) war Generalmajor und Inhaber der Herrschaft Nikolsburg in Mähren.

## Familie
Die Familie der Dietrichsteiner ist ein aus Kärnten stammendes Adelsgeschlecht, erstmals urkundlich erwähnt im Jahre 1002. Seit dem 16. Jahrhundert besaßen sie in Mähren die Herrschaft Nikolsburg und seit dem Dreißigjährigen Krieg Leipnik.
Franz Joseph war der Sohn von Karl Johann von Dietrichstein-Proskau-Leslie, 7. Reichsfürst von Dietrichstein (1728–1808) aus dessen erster Ehe mit Maria Christina Gräfin von Thun und Hohenstein (1738–1788). Er heiratete 1797 in Paulslust bei Sankt Petersburg die russische Gräfin Alexandra Andrejewna Schuwalowa (1775–1845), Tochter des Grafen Andrei Petrowitsch Schuwalow und der Gräfin Jekaterina Petrowna Schuwalowa, Tochter des Generalfeldmarschalls Graf Pjotr Semjonowitsch Saltykow. 
Aus der Ehe stammte Joseph Franz von Dietrichstein-Proskau-Leslie, der seinem Vater schließlich als 9. Reichsfürst von Dietrichstein und Inhaber der Herrschaft Nikolsburg in Mähren nachfolgte.

## Leben
Er war Inhaber der großen Fideikommissherrschaft, welche Fürst Gundakar von der „Hollenburger Linie“  mit kaiserlicher Zustimmung vom 22. Oktober 1689 aus seinen Besitzungen gebildet und 1690 der jüngeren „Nikolsburger Linie“ vererbt hatte, die so auch in den Besitz des Erbschenkenamts kam.

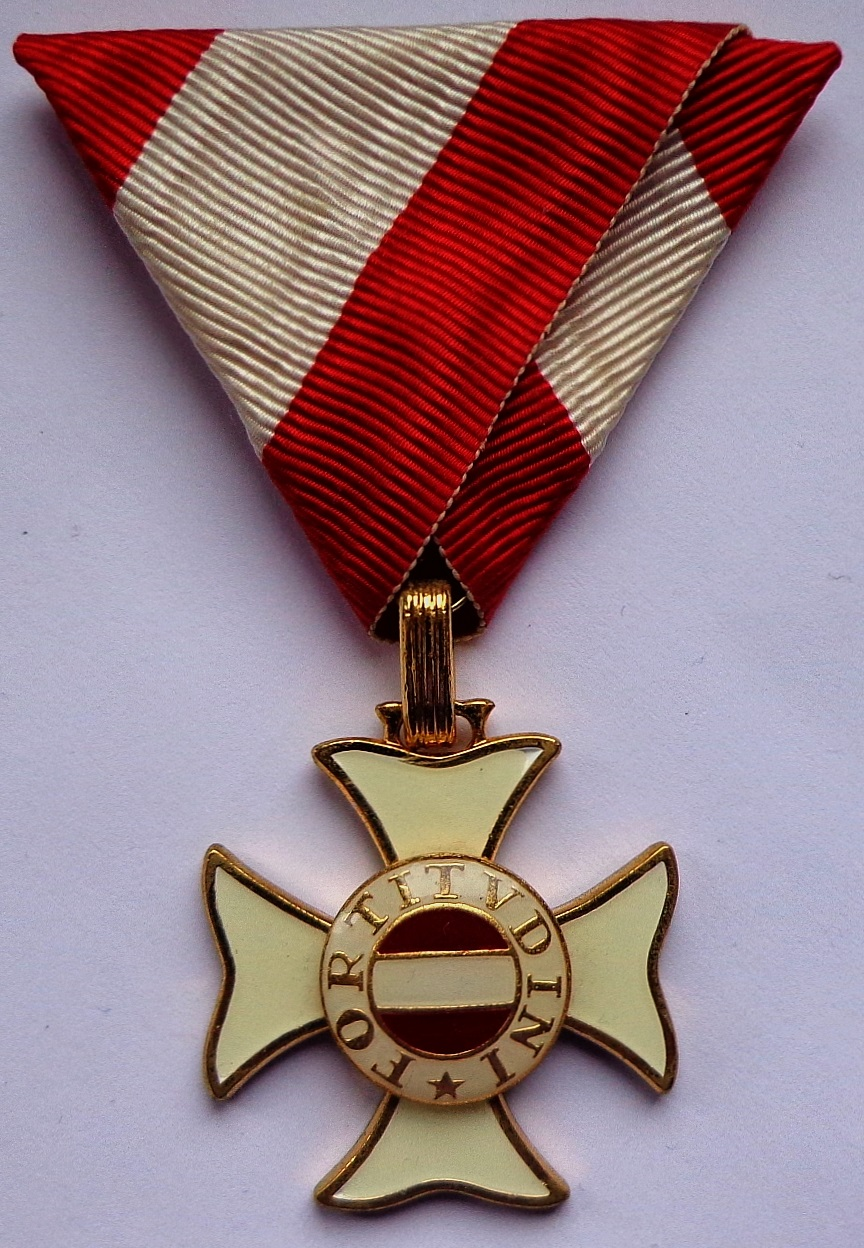
Ritterkreuz des Militär-Maria-Theresien-Ordens

Als k. k. Kämmerer und Wirklicher Geheimer Rat diente er in der österreichischen Armee als Generalmajor und schloss 1800 mit Jean Victor Moreau den Parsdorfer Waffenstillstand. 1796 wurde er Ritter des Maria-Theresien-Ordens.
Im Jahr 1809 wurde er Oberhofmeister des Erzherzogs Franz IV. von Österreich-Este, nachmaligen Herzogs von Modena, fungierte dann als Hofkommissar in dem vom Feind besetzten Teil Galiziens bis zum Wiener Kongress.
Als Wohltäter der Armen der Stadt Wien wurde er zum Ehrenbürger ernannt. 1815 wurde er in die Akademie gemeinnütziger Wissenschaften zu Erfurt aufgenommen.
Als Inhaber der Herrschaft Neuravensburg im württembergischen Oberamt Wangen war er von 1815 bis 1819 Mitglied der Ständeversammlungen des Königreichs Württemberg und von 1820 bis 1829 der Ersten Kammer der Württembergischen Landstände. Durch den Verkauf der Herrschaft an Württemberg erlosch das Mandat in der Kammer in Stuttgart im Juli 1829, wo er im Übrigen nie persönlich anwesend war, sondern sich durch andere Mitglieder der Kammer vertreten ließ.
Seine politischen Ansichten kann man heute als liberal und fortschrittlich bezeichnen. Der Fürst führte ein unkonventionelles, freies Leben und hatte mehrere uneheliche Kinder, darunter den berühmten Pianisten Sigismund Thalberg.